# Non Sordent in Undis
Het Collegium Illustre cui Symbolum Non Sordent in Undis is op 3 december 1815 opgericht als Nederlandse vereniging van in Leiden studerende oud-leerlingen van de Latijnse School in Middelburg. In de huidige tijd fungeert Non Sordent als gezelligheidsvereniging voor Leidse studenten met een Zeeuwse achtergrond.

## Geschiedenis
De eerste jaren van zijn bestaan heette de vereniging Fide Amicitia Virtute. Dit was de naam van het in 1813 opgerichte leerlingendispuut van de Latijnse School in Middelburg, waarmee de Leidse vereniging aanvankelijk nauw verbonden bleef. In 1820 werd de doelgroep verbreed tot alle uit Zeeland afkomstige Leidse studenten. Tevens werd de naam gewijzigd in ‘Collegium Illustre cui symbolum “Non Sordent in Undis"'. In de ‘wetten’ (statuten) werd als de doelstelling van de vereniging omschreven het oefenen in stijl en welsprekendheid.
Ten tijde van de oprichting van Non Sordent kende het Leidse studentenleven talloze min of meer van elkaar losstaande disputen, verenigingen en groensenaten. Met de oprichting van het Leidsche Studenten Corps op 1 maart 1839 werd een aantal daarvan in een organisatie samengebracht. Tot 1846 bestond een concurrerend Corps, Vis Unita Fortior, dat oudere papieren had. Non Sordent opereerde enige tijd onder de koepel van Vis Unita Fortior, totdat dit ter ziele ging. In 1846 trad Non Sordent toe tot het Leidsche Studenten Corps, de rechtsvoorganger van de LSV Minerva, waarbinnen het een eigen positie behield.

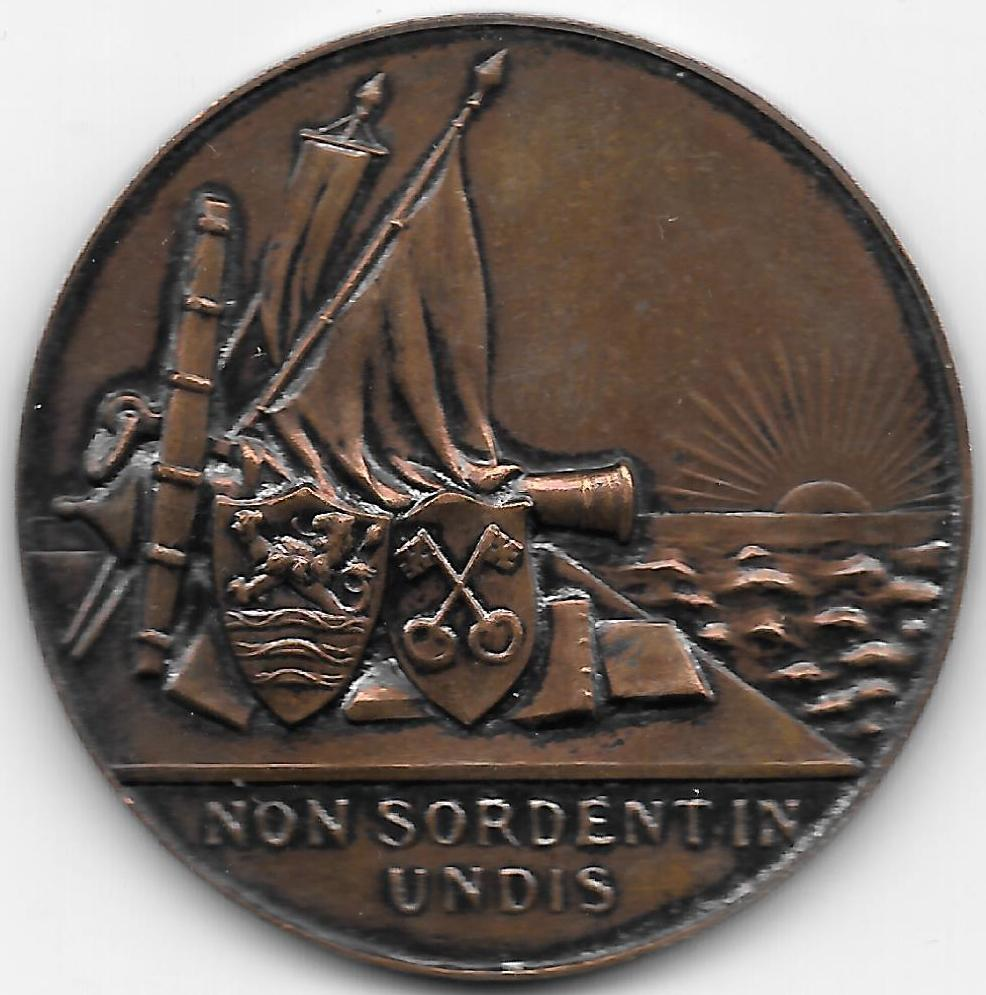
Voorzijde van de penning die in 1915 werd uitgegeven door het Leidse dispuut Non Sordent In Undis bij het honderdjarig bestaan.

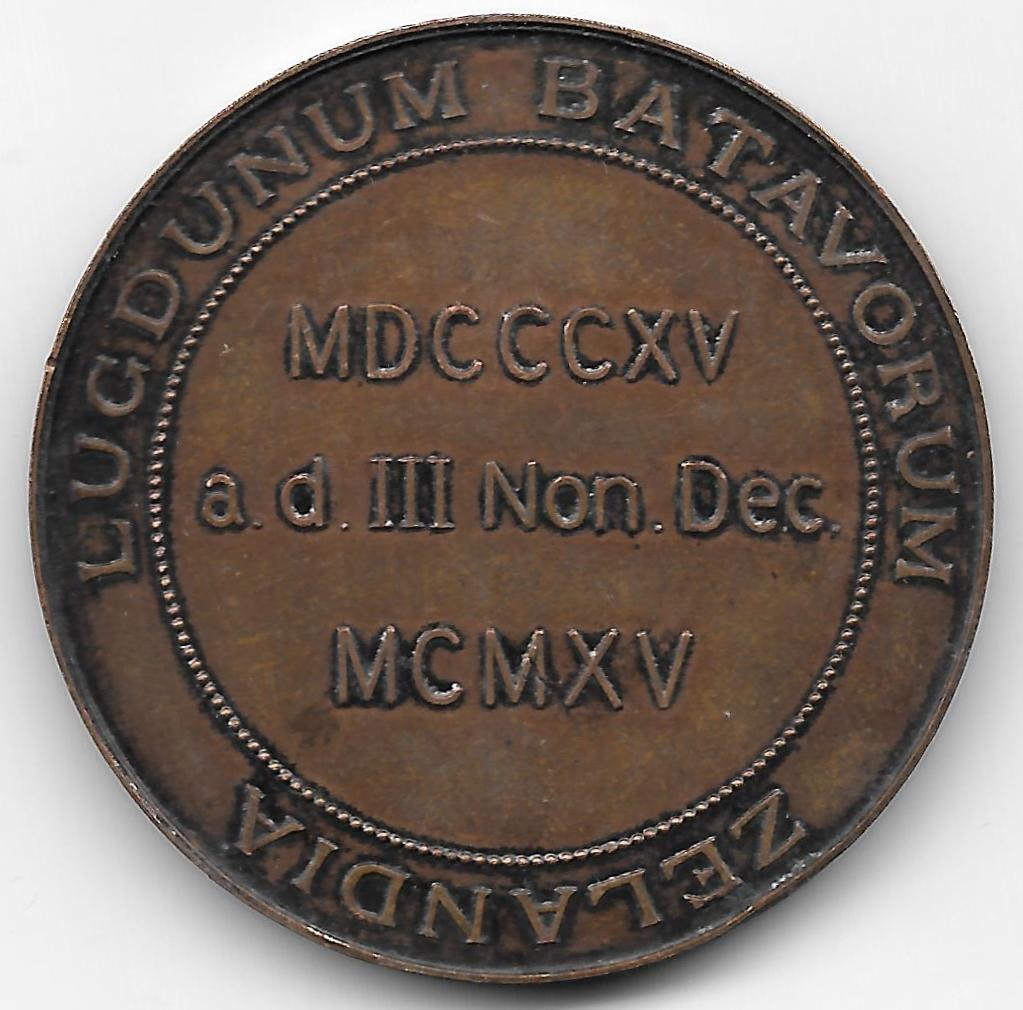
Achterzijde van de penning die in 1915 werd uitgegeven door het Leidse dispuut Non Sordent In Undis bij het honderdjarig bestaan.

Het LSC erkende de bijzondere status van Non Sordent, dat immers ouder was dan het LSC zelf, met een aantal bijzondere privileges, die nog steeds gelden. Zo is Non Sordent als oudste Collegium gerechtigd bij officiële optochten van Minerva, bijvoorbeeld tijdens lustra, voor het (eerst in 1839 opgerichte) Collegium Civitatis Academicae Lugduno-Batavae Supremum - het bestuur van de LSV Minerva- uit te rijden. De paarden die het rijtuig trekken dragen blauwe pluimen die voor het overige alleen aan het Collegium Supremum zijn voorbehouden. Deze voorrechten worden overigens traditiegetrouw door het Collegium Civitatis symbolisch afgekocht. 
Ter gelegenheid van zijn honderdjarig bestaan gaf Non Sordent een bronzen penning uit, die de verbondenheid met Zeeland en Leiden symboliseert. Het eeuwfeest werd gedurende enkele dagen in Middelburg gevierd.
In 2015 vierde het dispuut het tweehonderdjarig bestaan.

## Huidige situatie
Non Sordent is het oudste onderdeel van de LSV Minerva. Het fungeert als gezelligheidsvereniging voor Leidse studenten die hetzij in Zeeland hebben gewoond, lid zijn van een Zeeuws geslacht of op andere wijze nauwe banden met Zeeland hebben. De nadruk ligt op het versterken van de band met Zeeland.
Non Sordent kent een aantal bijzondere gebruiken. Jaarlijks leggen eerstejaars die lid wensen te worden een krans om het standbeeld van Michiel de Ruyter op de Boulevard van Vlissingen. De inauguratie vindt nog steeds in het Latijn plaats. In lustrumjaren brengt Non Sordent een bezoek aan het provinciebestuur van Zeeland. Tijdens een van deze bezoeken bood Non Sordent de toenmalig commissaris van de Koningin jhr. mr. Guus de Casembroot een nieuwe voorzittershamer aan. In ruil schonk De Casembroot Non Sordent de hamer waarmee hij de Statenvergaderingen voorzat. Sindsdien wordt deze door de praeses van Non Sordent gehanteerd.

## Oud-leden
Een bekend lid en oud-voorzitter (praeses) was Jhr. Ernst de Jonge, de Engelandvaarder die een hoofdrol speelt in Soldaat van Oranje. Jhr. Mr. Jacob Anton Schorer, grondlegger van de Nederlandse homo-emancipatie, was fiscus (penningmeester) van het Collegium. Bekende oud-leden in deze tijd zijn onder meer Prof. Dr. Herman Philipse, Mr. Peter von Schmidt auf Altenstadt en Mr. Michiel Zonnevylle.
- Gemeinsame Normdatei: 1155190181
- Virtual International Authority File: 3946152261529817180006